# (100530) 1997 CE12
(100530) 1997 CE12 es un asteroide perteneciente al cinturón de asteroides, descubierto el 3 de febrero de 1997 por el equipo del Spacewatch desde el Observatorio Nacional de Kitt Peak, Arizona, Estados Unidos.

## Designación y nombre
Designado provisionalmente como 1997 CE12.

## Características orbitales
1997 CE12 está situado a una distancia media del Sol de 2,387 ua, pudiendo alejarse hasta 2,875 ua y acercarse hasta 1,898 ua. Su excentricidad es 0,204 y la inclinación orbital 7,376 grados. Emplea 1347,21 días en completar una órbita alrededor del Sol.

## Características físicas
La magnitud absoluta de 1997 CE12 es 16,4. Tiene 3,445 km de diámetro y su albedo se estima en 0,045.